# Автошлях Т 0903
Автошлях Т 0903 — автомобільний шлях територіального значення бере свій початок у місті Галичі Івано-Франківської області. Проходить територією Підгаєцького, Теребовлянського та Гусятинського районів Тернопільської області і веде в Сатанів Хмельницької області. Загальна довжина — 132,1 км.